# Leptodactylidae
Leptodactylidae là một họ động vật lưỡng cư trong bộ Anura. Họ này có 193 loài.

## Phân loại học
Họ Leptodactylidae gồm các chi sau:
Phân họ Leiuperinae Bonaparte, 1850 (90 loài)
- - Edalorhina Jiménez de la Espada, 1870
  - Engystomops Jiménez de la Espada, 1872
  - Physalaemus Fitzinger, 1826
  - Pleurodema Tschudi, 1838
  - Pseudopaludicola Miranda-Ribeiro, 1926

Phân họ Leptodactylinae Werner, 1896 (1838) (96 loài)
- - Adenomera Steindachner, 1867
  - Hydrolaetare Gallardo, 1963
  - Leptodactylus Fitzinger, 1826
  - Lithodytes Fitzinger, 1843

Phân họ Paratelmatobiinae Ohler and Dubois, 2012 (13 loài)
- - Crossodactylodes Cochran, 1938
  - Paratelmatobius Lutz and Carvalho, 1958
  - Rupirana Heyer, 1999
  - Scythrophrys Lynch, 1971

## Hình ảnh

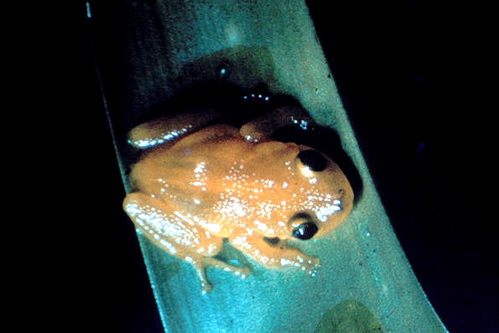
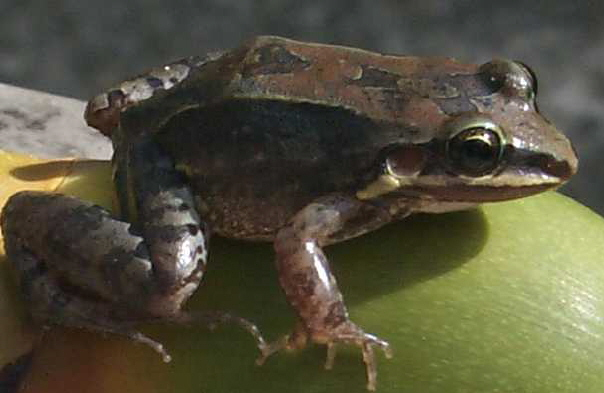
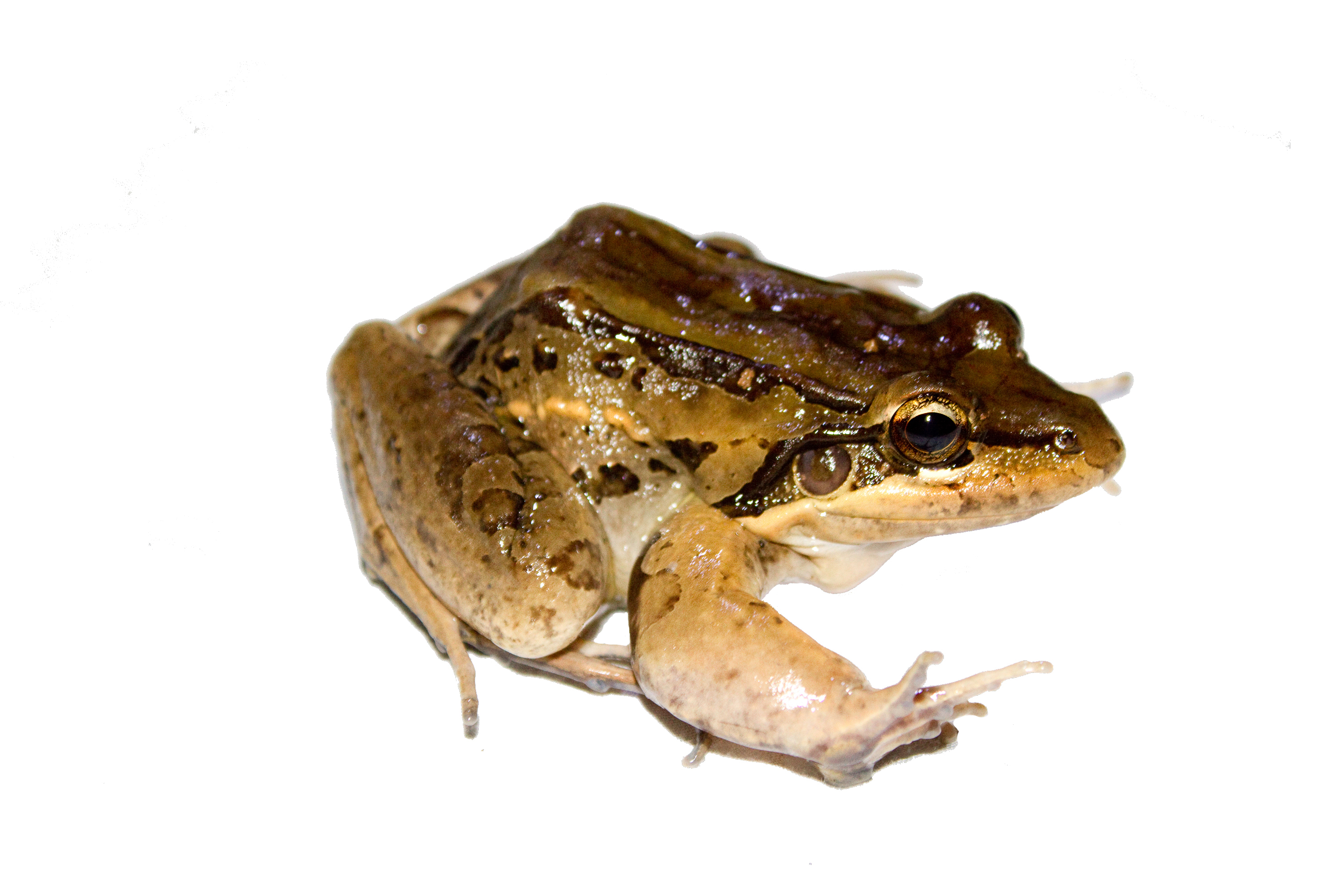
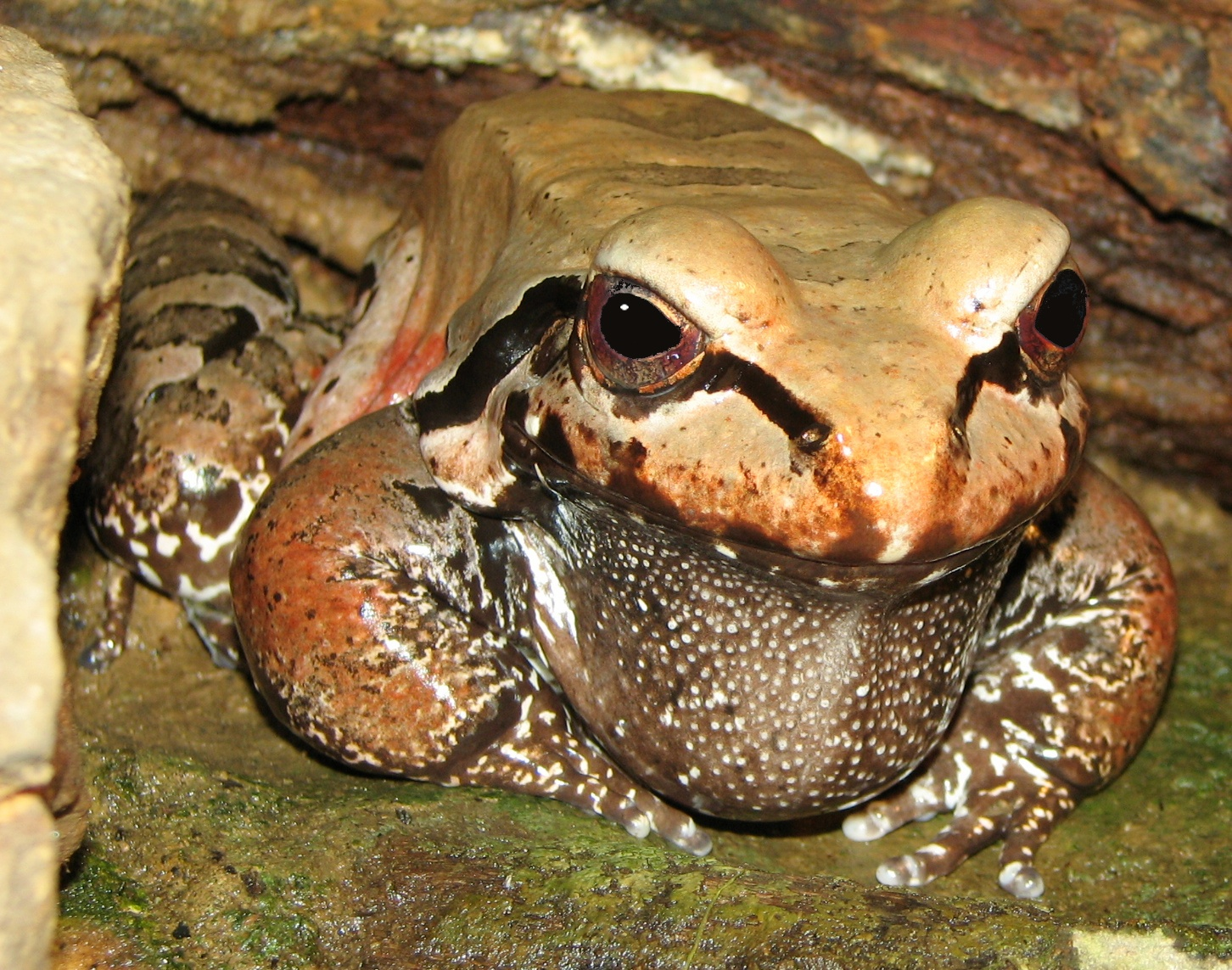